# Junhe
Junhe (kinesiska: 均禾) är ett stadsdelsdistrikt (jiedao) i sydöstra Kina. Det ligger i stadsdistriktet Baiyun i provinshuvudstaden Guangzhou i provinsen Guangdong, omkring 14 kilometer norr om centrala Guangzhou. Antalet invånare är 124 909. Befolkningen består av 51 816 kvinnor och 73 093 män. Barn under 15 år utgör 6,0 %, vuxna 15-64 år 91 %, och äldre över 65 år 2,0 %.